# Cornelia Thomas
Cornelia Thomas (* 28. Juni 1960) ist eine ehemalige Schweizer Skilangläuferin.

## Werdegang
Thomas, die für den SC Bernina Pontresina startete und als Sekretärin tätig war, trat national erstmals bei den Schweizer Meisterschaften 1977 in Einsiedeln in Erscheinung. Dort gewann sie Gold mit der Staffel. Dies wiederholte sie im folgenden Jahr. Bei den Schweizer Meisterschaften 1979 holte sie Silber über 5 km und jeweils Gold über 10 km sowie erneut mit der Staffel. In der Saison 1979/80 gewann sie bei den Schweizer Meisterschaften 1980 in Lenk Silber über 5 km und jeweils Gold über 20 km sowie mit der Staffel und belegte in Lake Placid bei ihrer einzigen Olympiateilnahme den 36. Platz über 10 km sowie den 34. Rang über 5 km. Im März 1980 kam sie bei der Schweizer Langlaufwoche im Les Diablerets auf den zweiten Platz über 7,5 km und in Obergoms über 8 km, in Kandersteg über 7,5 km jeweils auf den dritten Rang und belegte damit den zweiten Gesamtrang. In der folgenden Saison siegte sie beim Engadin Skimarathon und holte bei den Schweizer Meisterschaften Gold mit der Staffel. Ende März 1981 gewann sie die Gesamtwertung der Schweizer Langlauf-Woche. In der Saison 1981/82 lief sie mit Platz zehn in Štrbské Pleso über 10 km und Rang acht in La Bresse über 5 km auf den 24. Platz im Gesamtweltcup. Beim Saisonhöhepunkt, den nordischen Skiweltmeisterschaften 1982 in Oslo, belegte sie den 34. Platz über 5 km, den 27. Platz über 20 km und den 25. Platz über 10 km. Zudem wurde sie dort zusammen mit Karin Thomas, Monika Germann und Evi Kratzer Achte in der Staffel. Bei den Schweizer Meisterschaften 1982 holte sie jeweils Silber über 5 km, 10 km und 20 km und Gold mit der Staffel, bei den Schweizer Meisterschaften 1983 jeweils Silber über 10 km, 20 km sowie mit der Staffel und bei den Schweizer Meisterschaften 1984 Silber mit der Staffel. Ihre letzten Rennen absolvierte sie bei den Schweizer Meisterschaften 1985 in Einsiedeln. Dort gewann sie erneut die Silbermedaille mit der Staffel.
Sie ist mit dem Skispringer Joachim Ernst verheiratet. Ihre Tochter Gianina Ernst war als Skispringerin und ihre Schwester Karin Thomas ebenfalls als Skilangläuferin aktiv.

## Teilnahmen an Weltmeisterschaften und Olympischen Winterspielen

### Olympische Winterspiele
- 1980 Lake Placid: 34. Platz 5 km, 36. Platz 10 km

### Nordische Skiweltmeisterschaften
- 1982 Oslo: 8. Platz Staffel, 25. Platz 10 km, 27. Platz 20 km, 34. Platz 5 km